# Roubion (rivière)
Pour les articles homonymes, voir Roubion.
Le Roubion est une rivière française arrosant le département de la Drôme, en région Auvergne-Rhône-Alpes, affluent gauche du fleuve le Rhône.

## Géographie
La longueur de son cours d'eau est 66,3 km.
Le Roubion coule globalement de l'est vers l'ouest en faisant un arc vers le nord.
Il conflue avec le canal de dérivation de Montélimar, en rive gauche, sur la commune de Montélimar à 72 m d'altitude, mais l'ancien lit continue vers le Rhône sur 4 km, en rive gauche, jusqu'à Châteauneuf-du-Rhône, à 65 m.

### Communes et cantons traversés
Le Roubion traverse vingt-et-une communes :
- la Drôme : Chaudebonne (source), Bonlieu-sur-Roubion, Bouvières, Bourdeaux, Charols, Cléon-d'Andran, Crupies, Francillon-sur-Roubion, La Bégude-de-Mazenc, La Laupie, Le Poët-Célard, Manas, Mornans, Pont-de-Barret, Saint-Gervais-sur-Roubion, Saint-Marcel-les-Sauzet, Saou, Sauzet, Savasse, Soyans, Montélimar (confluence) ;

- l'Ardèche : (après le canal de dérivation) Le Teil, Viviers.

### Toponymes
Le Roubion a donné son nom à trois communes : Bonlieu-sur-Roubion, Francillon-sur-Roubion et Saint-Gervais-sur-Roubion.

### Bassin versant
Le bassin versant est de 610 km2,. 

## Affluents

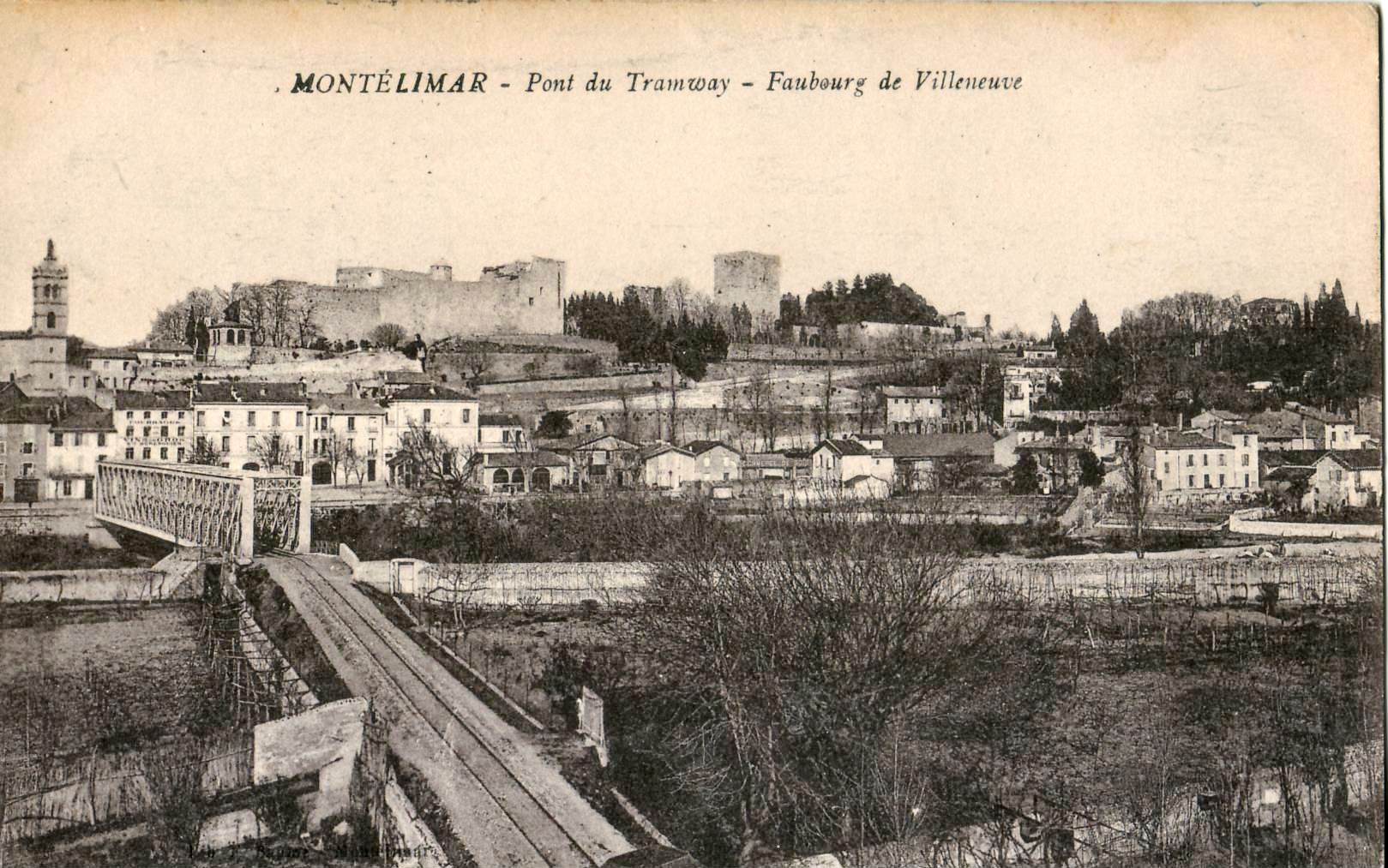
Pont sur le Roubion à Montélimar, construit à la fin du XIX pour permettre le passage d'une ligne de chemin de fer secondaire des chemins de fer départementaux de la Drôme pour Dieulefit.

Le Roubion a de nombreux affluents : trente-deux (32) affluents contributeurs référencés dont l'ancien lit, et
- la Vèbre (rd[note 2]), 14,2 km sur deux communes, sans affluent référencé.
- la Bine, 10,7 km sur trois communes avec un affluent et un sous-affluent : rang de Strahler trois.
- la Rimandoule, 10,7 km sur cinq communes avec deux affluents : rang de Strahler deux.
- l'Ancelle, 14,7 km sur cinq communes avec sept affluents : rang de Strahler cinq.
- le Manson, 8,6 km sur six communes sans affluent : rang de Strahler un.
- le Jabron (rg), 38,8 km sur douze communes et avec treize affluents : rang de Strahler quatre.

### Rang de Strahler
Le rang de Strahler s'établit donc à six par l'Annelle.

## Hydrologie
Son régime hydrologique est dit pluvial.

### Crues
Les crues caractéristiques sont les suivantes au droit de Montélimar : Q10 = 490 m3/s, Q100 = 1 020 m3/s.
Les principales crues à Montélimar sont les suivantes : en 1892 : 960 m3/s, en 1951 : 590 m3/s, en 2003 : 790 m3/s.
Les mois concernés par au moins deux épisodes de crue sont avril (uniquement pour l'année 1621), septembre (5 années : 1651, 1691, 1747, 1840, 1993), octobre (7 années : 1542, 1618, 1712, 1840, 1845, 1892, 1907), novembre (10 années : 1745, 1791, 1830, 1926, 1933, 1935, 1951, 1960, 1982, 2002) et décembre (deux années : 1620 et 1935).
Les fonds ne sont pas stables au droit de Montélimar et la connaissance précise des crues est difficile.

## Aménagements et écologie

### ZNIEFF et Natura 2000
Le Roubion fait l'objet de deux ZNIEFF de type I et d'une zone FSD Natura 2000 :
- ZNIEFF 820030258 - Delta du Roubion et vieux Rhône à Rochemaure pour 441 hectares[3]
- ZNIEFF 800030470 - Ripisylve et lit du Roubion pour 784 hectares[4]
- FR8201679 - Rivière du Roubion pour 621 hectares[5]